# 醍醐湯
醍醐湯（ジェホタン、朝: 제호탕）は、蜂蜜と韓医学で用いられるいくつかの生薬を使って作られる伝統的な朝鮮の冷たい飲み物である。使われる生薬としては、烏梅（オメ、오매; 燻した未熟な梅の実）、沙仁（サイン、사인; シュクシャ）、白檀香（ベクダンヒャン、백단향）、草果（チョグァ、초과）がある。粉末にされた生薬は蜂蜜と水と混ぜ合わされ、次にこれを煎じる。これが冷えた後、冷水で薄める。朝鮮王朝宮中料理では最もよい夏の飲料と考えられた。